# Rezolucja Rady Bezpieczeństwa Organizacji Narodów Zjednoczonych nr 174
Rezolucja Rady Bezpieczeństwa Organizacji Narodów Zjednoczonych nr 174 została jednogłośnie przyjęta przez Radę Bezpieczeństwa 12 września 1962 roku. Została wydana po rozpatrzeniu wniosku o członkostwo w ONZ Jamajki. W rezolucji zalecono Zgromadzeniu Ogólnemu przyjęcie Jamajki jako członka Organizacji.